# Llista de topònims de Portbou
Llista de topònims (noms propis de lloc) del municipi de Portbou, a l'Alt Empordà
Informació actualitzada per un bot. Els canvis manuals es perdran quan s'actualitzi!

## cabana
| imatge | Nom                                | Ubicat a | instància de | Detalls | coordenades                                                         | Protecció | Commons (més fotos) | Dades a WD                    |
| ------ | ---------------------------------- | -------- | ------------ | ------- | ------------------------------------------------------------------- | --------- | ------------------- | ----------------------------- |
|        | barraca de la Vinya de Can Janillo | Portbou  | cabana       |         | 42° 25′ 23″ N, 3° 09′ 36″ E / 42.4230669127147°N,3.16002811352715°E |           |                     | Modifica les dades a Wikidata |
|        | corral del Bac                     | Portbou  | cabana       |         | 42° 25′ 44″ N, 3° 08′ 10″ E / 42.4289245879102°N,3.13619156303101°E |           |                     | Modifica les dades a Wikidata |

## cap
| imatge | Nom              | Ubicat a | instància de | Detalls | coordenades                                        | Protecció | Commons (més fotos) | Dades a WD                    |
| ------ | ---------------- | -------- | ------------ | ------- | -------------------------------------------------- | --------- | ------------------- | ----------------------------- |
|        | punta de l'Ocell | Portbou  | cap          |         | 42° 26′ 05″ N, 3° 10′ 30″ E / 42.43486°N,3.17496°E |           |                     | Modifica les dades a Wikidata |
|        | punta del Falcó  | Portbou  | cap          |         | 42° 26′ 01″ N, 3° 10′ 31″ E / 42.43372°N,3.17522°E |           |                     | Modifica les dades a Wikidata |

## casa
| imatge | Nom                           | Ubicat a | instància de | Detalls                          | coordenades                                                                                    | Protecció                                  | Commons (més fotos)               | Dades a WD                    |
| ------ | ----------------------------- | -------- | ------------ | -------------------------------- | ---------------------------------------------------------------------------------------------- | ------------------------------------------ | --------------------------------- | ----------------------------- |
|        | Ca l'Huguet                   | Portbou  | casa         | Estil: arquitectura modernista   | 42° 25′ 38″ N, 3° 09′ 31″ E / 42.427308°N,3.158676°E ca:Carrer Nord, 7 - Avinguda de França, 4 | bé integrant del patrimoni cultural català |                                   | Modifica les dades a Wikidata |
|        | Ca la Sigalota                | Portbou  | casa         | Estil: arquitectura eclèctica    | 42° 25′ 34″ N, 3° 09′ 38″ E / 42.426103°N,3.160539°E                                           | bé integrant del patrimoni cultural català |                                   | Modifica les dades a Wikidata |
|        | Can Nouvilas                  | Portbou  | casa         | Estil: Romanticisme              | 42° 25′ 38″ N, 3° 09′ 34″ E / 42.427221°N,3.159533°E ca:Carrer Alcalde Benjamí Cervera         | bé integrant del patrimoni cultural català |                                   | Modifica les dades a Wikidata |
|        | Can Piera                     | Portbou  | casa         | Estil: arquitectura eclèctica    | 42° 25′ 35″ N, 3° 09′ 36″ E / 42.4265°N,3.16003°E                                              | bé integrant del patrimoni cultural català | Can Piera (Portbou)               | Modifica les dades a Wikidata |
|        | Can Sol                       | Portbou  | casa         | Estil: noucentisme               | 42° 25′ 35″ N, 3° 09′ 42″ E / 42.42625°N,3.161791°E ca:Pg. de la Sardana, 8                    | bé integrant del patrimoni cultural català |                                   | Modifica les dades a Wikidata |
|        | Casa Gran                     | Portbou  | casa         | Estil: arquitectura popular      | 42° 25′ 39″ N, 3° 09′ 30″ E / 42.4274°N,3.15827°E ca:Av. de França, 1                          | bé integrant del patrimoni cultural català |                                   | Modifica les dades a Wikidata |
|        | Cases Dalmau i Lorente        | Portbou  | casa         | Estil: arquitectura popular      | 42° 25′ 31″ N, 3° 09′ 32″ E / 42.4253°N,3.159°E                                                | bé integrant del patrimoni cultural català | Cases Dalmau i Lorente            | Modifica les dades a Wikidata |
|        | casa a la rambla Catalunya 13 | Portbou  | casa         | Estil: arquitectura popular 1881 | 42° 25′ 36″ N, 3° 09′ 31″ E / 42.4266°N,3.15859°E ca:Rbla. de Catalunya, 13 5 msnm             | bé integrant del patrimoni cultural català | Casa a la Rambla de Catalunya, 13 | Modifica les dades a Wikidata |
|        | casa al carrer Unió, 4        | Portbou  | casa         | Estil: arquitectura popular      | 42° 25′ 34″ N, 3° 09′ 35″ E / 42.426014°N,3.159822°E                                           | bé integrant del patrimoni cultural català |                                   | Modifica les dades a Wikidata |

## collada
| imatge | Nom                | Ubicat a                      | instància de             | Detalls | coordenades                                                                  | Protecció | Commons (més fotos) | Dades a WD                    |
| ------ | ------------------ | ----------------------------- | ------------------------ | ------- | ---------------------------------------------------------------------------- | --------- | ------------------- | ----------------------------- |
|        | Coll de Tarabaus   | Banyuls de la Marenda Portbou | collada                  |         | 42° 26′ 07″ N, 3° 06′ 50″ E / 42.43541611°N,3.11398333°E                     |           |                     | Modifica les dades a Wikidata |
|        | Coll de la Farella | Cervera de la Marenda Portbou | collada                  |         | 42° 26′ 08″ N, 3° 08′ 06″ E / 42.4356°N,3.13508°E                            |           |                     | Modifica les dades a Wikidata |
|        | Coll del Frare     | Colera Portbou                | collada                  |         | 42° 25′ 04″ N, 3° 09′ 34″ E / 42.4178622°N,3.1593288°E                       |           |                     | Modifica les dades a Wikidata |
|        | Coll del Suro      | Portbou Banyuls de la Marenda | collada                  |         | 42° 26′ 08″ N, 3° 06′ 50″ E / 42.435419444444°N,3.1139805555556°E 535.1 msnm |           |                     | Modifica les dades a Wikidata |
|        | Coll dels Belitres | Cervera de la Marenda Portbou | collada port de muntanya |         | 42° 26′ 06″ N, 3° 09′ 35″ E / 42.435°N,3.15972°E 165 msnm                    |           | Coll dels Belitres  | Modifica les dades a Wikidata |
|        | Coll dels Frares   | Cervera de la Marenda Portbou | collada                  |         | 42° 26′ 07″ N, 3° 09′ 09″ E / 42.4353°N,3.1524°E                             |           |                     | Modifica les dades a Wikidata |

## edifici
| imatge | Nom                              | Ubicat a | instància de | Detalls                                                                             | coordenades                                                                                | Protecció                                  | Commons (més fotos)        | Dades a WD                    |
| ------ | -------------------------------- | -------- | ------------ | ----------------------------------------------------------------------------------- | ------------------------------------------------------------------------------------------ | ------------------------------------------ | -------------------------- | ----------------------------- |
|        | Antigues escoles                 | Portbou  | edifici      | Estil: arquitectura modernista 1910s                                                | 42° 25′ 33″ N, 3° 09′ 42″ E / 42.425746°N,3.161614°E ca:Avinguda de Barcelona, 7-11        | bé integrant del patrimoni cultural català | Antigues Escoles (Portbou) | Modifica les dades a Wikidata |
|        | Bloc de la Renfe                 | Portbou  | edifici      | Estil: arquitectura popular 20th century                                            | 42° 25′ 29″ N, 3° 09′ 32″ E / 42.424813°N,3.158779°E ca:C. de les Monges, 6-12 14 msnm     | bé integrant del patrimoni cultural català | Bloc de la Renfe           | Modifica les dades a Wikidata |
|        | Centre Cívic de Portbou          | Portbou  | edifici      | Arquitecte: Josep Esteve i Corredor Estil: modernisme català arquitectura eclèctica | 42° 25′ 33″ N, 3° 09′ 38″ E / 42.4259°N,3.16047°E                                          | bé integrant del patrimoni cultural català | Casa Herrero (Portbou)     | Modifica les dades a Wikidata |
|        | barraca gran de la platja Petita | Portbou  | edifici      |                                                                                     |                                                                                            | bé cultural d'interès local                |                            | Modifica les dades a Wikidata |
|        | edifici de Correus i Telègrafs   | Portbou  | edifici      | Estil: arquitectura popular                                                         | 42° 25′ 33″ N, 3° 09′ 36″ E / 42.425757°N,3.159942°E                                       | bé integrant del patrimoni cultural català |                            | Modifica les dades a Wikidata |
|        | la Congesta                      | Portbou  | edifici      | Arquitecte: Josep Esteve i Corredor Estil: arquitectura eclèctica                   | 42° 25′ 34″ N, 3° 09′ 40″ E / 42.4261°N,3.16112°E                                          | bé integrant del patrimoni cultural català |                            | Modifica les dades a Wikidata |
|        | mercat municipal                 | Portbou  | edifici      | Estil: arquitectura popular                                                         | 42° 25′ 31″ N, 3° 09′ 34″ E / 42.425277777778°N,3.1594444444444°E ca:Pg. Enric Granados, 2 | bé integrant del patrimoni cultural català | Mercat de Portbou          | Modifica les dades a Wikidata |

## entitat singular de població
| imatge | Nom      | Ubicat a | instància de                                                                   | Detalls  | coordenades                                                  | Protecció | Commons (més fotos) | Dades a WD                    |
| ------ | -------- | -------- | ------------------------------------------------------------------------------ | -------- | ------------------------------------------------------------ | --------- | ------------------- | ----------------------------- |
|        | Portbou  | Portbou  | entitat singular de població ens local històric de Catalunya capital municipal | 1080 hab | 42° 25′ 34″ N, 3° 09′ 43″ E / 42.426203°N,3.161841°E 27 msnm |           |                     | Modifica les dades a Wikidata |
|        | la Riera | Portbou  | entitat singular de població                                                   | 2 hab    | 42° 25′ 26″ N, 3° 08′ 58″ E / 42.4238°N,3.14938°E 89 msnm    |           |                     | Modifica les dades a Wikidata |

## església
| imatge | Nom                     | Ubicat a | instància de | Detalls                                               | coordenades                                              | Protecció                                  | Commons (més fotos)    | Dades a WD                    |
| ------ | ----------------------- | -------- | ------------ | ----------------------------------------------------- | -------------------------------------------------------- | ------------------------------------------ | ---------------------- | ----------------------------- |
|        | Sant Crist al cementiri | Portbou  | església     | Estil: historicisme arquitectònic                     | 42° 25′ 35″ N, 3° 09′ 48″ E / 42.4264°N,3.16331°E        | bé integrant del patrimoni cultural català | Cementiri de Portbou   | Modifica les dades a Wikidata |
|        | Santa Maria de Portbou  | Portbou  | església     | Arquitecte: Joan Martorell i Montells Estil: neogòtic | 42° 25′ 34″ N, 3° 09′ 28″ E / 42.42624444°N,3.15788889°E | bé cultural d'interès local                | Santa Maria de Portbou | Modifica les dades a Wikidata |

## illa
| imatge | Nom                | Ubicat a | instància de | Detalls | coordenades                                                            | Protecció | Commons (més fotos) | Dades a WD                    |
| ------ | ------------------ | -------- | ------------ | ------- | ---------------------------------------------------------------------- | --------- | ------------------- | ----------------------------- |
|        | Illa de Gatillepis | Portbou  | illa         |         | 42° 25′ 27″ N, 3° 10′ 15″ E / 42.42424849332351°N,3.1709289550781254°E |           |                     | Modifica les dades a Wikidata |
|        | Illa del Corb Marí | Portbou  | illa         |         | 42° 25′ 57″ N, 3° 10′ 17″ E / 42.43251611890428°N,3.171261548995972°E  |           |                     | Modifica les dades a Wikidata |

## masia
| imatge | Nom               | Ubicat a | instància de | Detalls | coordenades                                                         | Protecció | Commons (més fotos) | Dades a WD                    |
| ------ | ----------------- | -------- | ------------ | ------- | ------------------------------------------------------------------- | --------- | ------------------- | ----------------------------- |
|        | Can Janillo       | Portbou  | masia        |         | 42° 25′ 20″ N, 3° 09′ 41″ E / 42.4222093346569°N,3.16146027033784°E |           |                     | Modifica les dades a Wikidata |
|        | Can Mariano       | Portbou  | masia        |         | 42° 26′ 04″ N, 3° 09′ 31″ E / 42.4344254353852°N,3.15861023384449°E |           |                     | Modifica les dades a Wikidata |
|        | Can Rossendo      | Portbou  | masia        |         | 42° 25′ 53″ N, 3° 09′ 34″ E / 42.4314434033741°N,3.15936861784345°E |           |                     | Modifica les dades a Wikidata |
|        | Can Torroella     | Portbou  | masia        |         | 42° 25′ 52″ N, 3° 09′ 20″ E / 42.4311784022592°N,3.15559923400186°E |           |                     | Modifica les dades a Wikidata |
|        | Casa Laporta      | Portbou  | masia        |         | 42° 25′ 29″ N, 3° 08′ 41″ E / 42.4248435112997°N,3.14465540145115°E |           |                     | Modifica les dades a Wikidata |
|        | Casa Lloberes     | Portbou  | masia        |         | 42° 25′ 22″ N, 3° 09′ 55″ E / 42.4226453627703°N,3.16515665748956°E |           |                     | Modifica les dades a Wikidata |
|        | Mas Budellers     | Portbou  | masia        |         | 42° 25′ 32″ N, 3° 08′ 00″ E / 42.4255057625425°N,3.13325455662634°E |           |                     | Modifica les dades a Wikidata |
|        | Mas Germen        | Portbou  | masia        |         | 42° 25′ 36″ N, 3° 09′ 16″ E / 42.4265958326152°N,3.15450599426528°E |           |                     | Modifica les dades a Wikidata |
|        | Mas Moliner       | Portbou  | masia        |         | 42° 25′ 35″ N, 3° 07′ 36″ E / 42.4262877726079°N,3.12664324358216°E |           |                     | Modifica les dades a Wikidata |
|        | Mas de l'Ametller | Portbou  | masia        |         | 42° 25′ 22″ N, 3° 08′ 13″ E / 42.4228535348684°N,3.1370414653725°E  |           |                     | Modifica les dades a Wikidata |
|        | Vil·la Antònia    | Portbou  | masia        |         | 42° 25′ 27″ N, 3° 08′ 53″ E / 42.4241635453499°N,3.14819117091071°E |           |                     | Modifica les dades a Wikidata |

## muntanya
| imatge | Nom                | Ubicat a                                            | instància de | Detalls | coordenades                                                            | Protecció | Commons (més fotos) | Dades a WD                    |
| ------ | ------------------ | --------------------------------------------------- | ------------ | ------- | ---------------------------------------------------------------------- | --------- | ------------------- | ----------------------------- |
|        | Pica Rodona        | Cervera de la Marenda Portbou                       | muntanya     |         | 42° 26′ 07″ N, 3° 09′ 09″ E / 42.43521639°N,3.1524625°E 344 msnm       |           |                     | Modifica les dades a Wikidata |
|        | Puig Pelat         | Colera Portbou                                      | muntanya     |         | 42° 25′ 03″ N, 3° 09′ 14″ E / 42.41739028°N,3.15401111°E 313.7 msnm    |           |                     | Modifica les dades a Wikidata |
|        | Puig de Cervera    | Portbou Cervera de la Marenda                       | muntanya     |         | 42° 26′ 07″ N, 3° 10′ 15″ E / 42.435216°N,3.170752°E 207 msnm          |           | Puig de Cervera     | Modifica les dades a Wikidata |
|        | Puig de Querroig   | Portbou Banyuls de la Marenda Cervera de la Marenda | muntanya     |         | 42° 26′ 18″ N, 3° 07′ 15″ E / 42.4382628983°N,3.12092853859°E 672 msnm |           | Querroig            | Modifica les dades a Wikidata |
|        | Puig de l'Ossetera | Colera Portbou                                      | muntanya     |         | 42° 25′ 11″ N, 3° 06′ 46″ E / 42.4197°N,3.11271°E 556.3 msnm           |           |                     | Modifica les dades a Wikidata |
|        | Puig de l'Àliga    | Cervera de la Marenda Portbou                       | muntanya     |         | 42° 26′ 08″ N, 3° 07′ 24″ E / 42.435543°N,3.123349°E 527 msnm          |           |                     | Modifica les dades a Wikidata |
|        | Puig del Claper    | Colera Portbou                                      | muntanya     |         | 42° 25′ 12″ N, 3° 09′ 52″ E / 42.41992778°N,3.16445556°E 235.7 msnm    |           | Puig del Claper     | Modifica les dades a Wikidata |
|        | Puig del Falcó     | Colera Portbou                                      | muntanya     |         | 42° 24′ 58″ N, 3° 08′ 53″ E / 42.416216°N,3.148182°E 371.8 msnm        |           |                     | Modifica les dades a Wikidata |

## platja
| imatge | Nom                      | Ubicat a | instància de                               | Detalls                | coordenades                                                            | Protecció | Commons (més fotos)      | Dades a WD                    |
| ------ | ------------------------ | -------- | ------------------------------------------ | ---------------------- | ---------------------------------------------------------------------- | --------- | ------------------------ | ----------------------------- |
|        | cala de les Freses       | Portbou  | platja                                     |                        | 42° 25′ 59″ N, 3° 10′ 15″ E / 42.43305019503903°N,3.1709433449276783°E |           |                          | Modifica les dades a Wikidata |
|        | les Tres Platgetes       | Portbou  | platja                                     | Llarg: 105m Ample: 10m | 42° 25′ 46″ N, 3° 09′ 43″ E / 42.429399999676°N,3.1618999996474°E      |           |                          | Modifica les dades a Wikidata |
|        | platja Petita de Portbou | Portbou  | platja                                     |                        | 42° 25′ 42″ N, 3° 09′ 38″ E / 42.4283887255952°N,3.1604647888403092°E  |           | Platja Petita de Portbou | Modifica les dades a Wikidata |
|        | platja de Portbou        | Portbou  | platja platja de sorra negra platja urbana | Llarg: 270m Ample: 15m | 42° 25′ 37″ N, 3° 09′ 39″ E / 42.42702°N,3.16091°E                     |           | Platja de Portbou        | Modifica les dades a Wikidata |
|        | platja del Claper        | Portbou  | platja codolar                             | Llarg: 25.4m Ample: 7m | 42° 25′ 17″ N, 3° 10′ 08″ E / 42.421500000154°N,3.1687999997689°E      |           | Platja del Claper        | Modifica les dades a Wikidata |
|        | platja del Pi            | Portbou  | platja platja nudista                      | Llarg: 30m Ample: 6m   | 42° 25′ 49″ N, 3° 09′ 51″ E / 42.430399999695°N,3.1640999998293°E      |           | Platja del Pi            | Modifica les dades a Wikidata |

## vèrtex geodèsic
| imatge | Nom     | Ubicat a | instància de    | Detalls    | coordenades                                                       | Protecció | Commons (més fotos) | Dades a WD                    |
| ------ | ------- | -------- | --------------- | ---------- | ----------------------------------------------------------------- | --------- | ------------------- | ----------------------------- |
|        | Carroig | Portbou  | vèrtex geodèsic | Alt: 1.2m  | 42° 26′ 15″ N, 3° 07′ 08″ E / 42.43746°N,3.118876°E 636.617 msnm  |           |                     | Modifica les dades a Wikidata |
|        | Fresas  | Portbou  | vèrtex geodèsic | Alt: 1.14m | 42° 26′ 07″ N, 3° 10′ 15″ E / 42.435203°N,3.170735°E 207.454 msnm |           |                     | Modifica les dades a Wikidata |

## Misc
| imatge | Nom                                  | Ubicat a                                                                                                  | instància de                                                                                           | Detalls | coordenades                                                                           | Protecció                                                    | Commons (més fotos)              | Dades a WD                    |
| ------ | ------------------------------------ | --- | --- | --- | ------------------------------------------------------------------------------------- | ------------------------------------------------------------ | -------------------------------- | ----------------------------- |
|        | Castell de Querroig                  | Portbou Cervera de la Marenda Banyuls de la Marenda                                                       | castell torre ruïnes de castell transborder building                                                   | Estil: arquitectura popular Estat: ruïnós                                                                          | 42° 26′ 17″ N, 3° 07′ 15″ E / 42.438055555556°N,3.1208333333333°E 670 msnm            | monument històric inventariat bé cultural d'interès nacional | Castell de Querroig              | Modifica les dades a Wikidata |
|        | Hostal Portbou                       | Portbou                                                                                                   | casa d'hostes                                                                                          | | 42° 25′ 37″ N, 3° 09′ 31″ E / 42.4270502°N,3.1587081°E                                |                                                              |                                  | Modifica les dades a Wikidata |
|        | Massís de l'Albera                   | Vilamaniscle Cantallops Colera Espolla Garriguella la Jonquera Llançà Portbou Rabós Sant Climent Sescebes | Pla d'Espais d'Interès Natural àrea protegida                                                          | 1992 Superfície: 16378.90093ha                                                                                     |                                                                                       |                                                              |                                  | Modifica les dades a Wikidata |
|        | Memorial Passatges a Walter Benjamin | Portbou                                                                                                   | monument obra escultòrica                                                                              | Creador: Dani Karavan 1994                                                                                         | 42° 25′ 37″ N, 3° 09′ 48″ E / 42.42694444°N,3.16333333°E Portbou                      | bé integrant del patrimoni cultural català                   | Memorial Walter Benjamin Portbou | Modifica les dades a Wikidata |
|        | Port de Portbou                      | Portbou                                                                                                   | port esportiu                                                                                          | 2003 | 42° 25′ 32″ N, 3° 09′ 59″ E / 42.4256068897639°N,3.1663454029918863°E                 |                                                              | Port de Portbou                  | Modifica les dades a Wikidata |
|        | Ruta Walter Benjamin a Portbou       | Portbou                                                                                                   | itinerari                                                                                              | |                                                                                       |                                                              |                                  | Modifica les dades a Wikidata |
|        | Túnel del Coll del Frare             | Colera Portbou                                                                                            | túnel                                                                                                  | | 42° 25′ 09″ N, 3° 09′ 37″ E / 42.4192660372534°N,3.16027369998459°E                   |                                                              |                                  | Modifica les dades a Wikidata |
|        | badia de Portbou                     | Portbou                                                                                                   | badia                                                                                                  | | 42° 25′ 41″ N, 3° 09′ 59″ E / 42.42808°N,3.16647°E                                    |                                                              |                                  | Modifica les dades a Wikidata |
|        | casa consistorial de Portbou         | Portbou                                                                                                   | casa consistorial                                                                                      | | 42° 25′ 35″ N, 3° 09′ 45″ E / 42.4263431°N,3.1624762°E                                |                                                              |                                  | Modifica les dades a Wikidata |
|        | cementiri de Portbou                 | Portbou                                                                                                   | cementiri                                                                                              | Estil: arquitectura neoclàssica arquitectura popular                                                               | 42° 25′ 35″ N, 3° 09′ 49″ E / 42.426491°N,3.1635°E                                    | bé integrant del patrimoni cultural català                   | Cementiri de Portbou             | Modifica les dades a Wikidata |
|        | cova del Bou Marí                    | Portbou                                                                                                   | cova                                                                                                   | | 42° 25′ 51″ N, 3° 10′ 07″ E / 42.430827°N,3.168675°E                                  |                                                              |                                  | Modifica les dades a Wikidata |
|        | dolmen del Coll de la Farella        | Cervera de la Marenda Portbou                                                                             | dolmen                                                                                                 | | 42° 26′ 06″ N, 3° 07′ 47″ E / 42.43507°N,3.12973°E                                    | bé integrant del patrimoni cultural català                   | Coll de la Farella dolmen        | Modifica les dades a Wikidata |
|        | estació de Portbou                   | Portbou                                                                                                   | estació de ferrocarril estació en superfície estació de canvi de via estació de ferrocarril fronterera | 1929 | 42° 25′ 29″ N, 3° 09′ 28″ E / 42.424722°N,3.157778°E 308 msnm                         | bé integrant del patrimoni cultural català                   | Portbou train station            | Modifica les dades a Wikidata |
|        | font dels Ninots                     | Portbou                                                                                                   | font                                                                                                   | Estil: noucentisme                                                                                                 | 42° 25′ 31″ N, 3° 09′ 30″ E / 42.42522°N,3.1583°E ca:Carrer Mercat, prop de l'Estació | bé integrant del patrimoni cultural català                   | Font dels Ninots (Portbou)       | Modifica les dades a Wikidata |
|        | la Torreta                           | Portbou                                                                                                   | torre de defensa                                                                                       | | 42° 25′ 43″ N, 3° 08′ 11″ E / 42.4286811810998°N,3.13639769926479°E                   |                                                              |                                  | Modifica les dades a Wikidata |
|        | mar Mediterrània                     | | mar interior mar mediterrani conca hidrogràfica                                                        | Superfície: 2500000km² Profunditat: 5267 1541m Volum: 3839000km³                                                   | 38° N, 17° E / 38°N,17°E 0 msnm                                                       |                                                              | Mediterranean Sea                | Modifica les dades a Wikidata |
|        | pantà de Portbou                     | Portbou                                                                                                   | embassament                                                                                            | Superfície: 1.4ha Volum: 1 1169hm³ Conca: 2.6km²                                                                   | 42° 25′ 33″ N, 3° 07′ 31″ E / 42.42582222°N,3.12515278°E 127.6 msnm                   |                                                              | Portbou Reservoir                | Modifica les dades a Wikidata |
|        | presa de Portbou                     | Portbou                                                                                                   | presa de gravetat Ús: regadiu aigua potable                                                            | 1973 Llarg: 87.2m Alt: 27.5m                                                                                       | 42° 25′ 33″ N, 3° 07′ 31″ E / 42.425819444444°N,3.12515°E 130 94 msnm                 |                                                              |                                  | Modifica les dades a Wikidata |
|        | riera de Portbou                     | Portbou                                                                                                   | curs d'aigua                                                                                           | Desemboca: badia de Portbou Llarg: 5km                                                                             | 42° 25′ 33″ N, 3° 07′ 31″ E / 42.4258°N,3.12515°E                                     |                                                              |                                  | Modifica les dades a Wikidata |
|        | túnel dels Belitres                  | Portbou Cervera de la Marenda                                                                             | túnel ferroviari                                                                                       | 1876 Travessa: Coll dels Belitres Hi passa: Línia de Narbona a Portbou línia Barcelona-Girona-Portbou Llarg: 1064m | 42° 25′ 47″ N, 3° 09′ 28″ E / 42.429687°N,3.157819°E                                  |                                                              | Tunnel des Balitres              | Modifica les dades a Wikidata |